# Lachnum coeruleoalbum
Lachnum coeruleoalbum är en svampart som beskrevs av Rehm. Lachnum coeruleoalbum ingår i släktet Lachnum och familjen Hyaloscyphaceae.   Inga underarter finns listade i Catalogue of Life.